# 5-й километр (платформа, Светогорское направление)
Платформа 5 км (фин. Ylävuoksi) — остановочный пункт на 4,025 км перегона Каменногорск — Пруды линии Каменногорск — Светогорск.

## Общие сведения
Располагается в Каменногорском городском поселении Выборгского района Ленинградской области, в четырёх километрах от станции Каменногорск.

Платформа, в основном, была предназначена для транспортного обслуживания находящегося в непосредственной близости пионерского лагеря "Экспресс", существовавшего в советское время в 1970-е-1990-е годы, в настоящее время (2019 год) полностью разрушенного.
 
С 20 июля 2014 года были отменены все пригородные поезда Выборг — Светогорск . Причиной этому стали многомиллиардные задолженности регионов.

С этого года с регионами начали заключать договоры исходя из их платежеспособности. О том, что услуги в долг больше оказываться не будут, железнодорожники предупредили регионы еще в IV квартале 2013 г., отметил представитель ОАО "РЖД".— https://www.vedomosti.ru/business/articles/2014/02/10/rzhd-otmenili-144-prigorodnyh-poezda-v-26-regionah

## История
Платформа Ylävuoksi была открыта в январе 1925 года. Здесь имели остановку несколько пар пригородных поездов в сутки. Обслуживала сельскохозяйственную школу в посёлке Юрьёла.60°59′21″ с. ш. 29°05′41″ в. д. После Великой Отечественной войны и передачи территории СССР остановочный пункт не восстанавливался.

## Название
В переводе с финского языка Ylävuoksi означает Нижняя Вуокса. Название дано из-за близости к реке.

## Галерея
- Платформа 5 км
- Вид в сторону ст. Пруды.
- Вид в сторону ст. Каменногорск.
- Подъезд к платформе.
- Административное здание пионерского лагеря.